# Кішкенеколь
Кішкенеко́ль (каз. Кішкенекөл) — село (колишнє смт), центр Уаліхановського району Північноказахстанської області Казахстану. Адміністративний центр та єдиний населений пункт Кішкенекольського сільського округу.
Населення — 6675 осіб (2021; 6814 у 2009, 7990 у 1999, 10444 у 1989).
До 1997 року село мало статус смт і називалось Кзилту.